# Delage Type D.6.80
Der Delage Type D.6.80 war ein Pkw-Modell der französischen Marke Delage. Es gibt auch die Schreibweisen Delage Type D6.80 und Delage Type D6 80. Die 80 stand für die Motorleistung von 80 PS. Für ähnlich benannte Modelle siehe Delage Type D.6.

## Beschreibung
Die nationale Zulassungsbehörde prüfte das Fahrzeug mit der Nummer 40.245 und erteilte am 10. April 1935 ihre Zulassung. Delage bot das Modell nur 1935 an. Vorgänger war der Delage Type DS. Nachfolger wurde der Delage Type D.6.70.
Ein Sechszylindermotor trieb die Fahrzeuge an. Er hatte 79,25 mm Bohrung und 90,5 mm Hub. Das ergab 2678 cm³ Hubraum und eine Einstufung mit 15 Cheval fiscal. Der Delage Type D.6.65 hatte einen Motor mit den gleichen Zylinderabmessungen, aber weniger Leistung.
Das Fahrgestell hatte vorne 1440 mm und hinten 1500 mm Spurweite. Der Radstand betrug 3340 mm.
An Aufbauten sind Limousine, Pullman-Limousine und Cabriolet bekannt.

## Stückzahlen und überlebende Fahrzeuge
Peter Jacobs vom Delage Register of Great Britain erstellte im Oktober 2006 eine Übersicht über Produktionszahlen und die Anzahl von Fahrzeugen, die noch existieren. Seine Angaben zu den Bauzeiten weichen in einigen Fällen von den Angaben der Buchautoren ab. Für dieses Modell bestätigt er die Bauzeit von 1935. Von etwa elf hergestellten Fahrzeugen existieren wohl noch drei. An anderer Stelle heißt es, dass nur zwei Fahrzeuge entstanden.